# 関西大学ラグビー部
関西大学体育会ラグビー部（かんさいだいがくたいいくかいラグビーぶ、Kansai University Rugby Football Team）は、大阪府吹田市にある関西大学のラグビー部。関西地区で3番目、全国でも9番目に古い歴史を持ち、全国大学ラグビーフットボール選手権大会に5度出場している。2023年に創部100周年を迎えた伝統校の1つ。

## 概要
1923年に創部され、関西では1910年創部の第三高等学校（京都大学の前身。京都帝国大学ラグビー部としては1922年創部となる。）、1911年創部の同志社大学に次いで3番目、国内では8番目 に古い伝統を持つ。
創立当初は同志社大学、関西学院大学（高等部）との「3校リーグ戦」に参戦。1925年には第1回阪神専門学校リーグ戦（大阪外語、大阪高商、関西大学）に参加している。
1926年には、阪神ラグビーリーグで4戦全勝し、関西大学専門学校ラグビーリーグでも優勝を果たしている。第二次世界大戦の影響で1942年4月〜1945年末まで休部となったが活動を再開し、1947年には予科大会関西予選で優勝し、全国大会へ出場を果たす。1950年にも、全国新制大学大会近畿地区で優勝し、全国大会出場を果たすなど、強豪校として関西のラグビーをけん引する存在だった。
1954年には全国地区対抗大学ラグビーフットボール大会で初優勝を果した。
全国大学ラグビーフットボール選手権大会には第1回大会の1964年と1966年から3年連続出場。第1回大会と第3回大会では、法政大学と対戦し、第4回大会では、福岡工業大学と対戦し、第5回大会では、早稲田大学ラグビー蹴球部と対戦しいずれも初戦で敗れている。それからBリーグ降格を経験するなど、長きに渡って出場がなかったが、2015年にリーグ戦3勝4敗ながらAリーグ4位となり、47年ぶり5度目の全国大学ラグビーフットボール選手権大会出場を果たす。第52回大会では、中央大学（関東リーグ戦3位）、大会6連覇中の帝京大学（関東対抗戦1位）、法政大学（関東リーグ戦5位）と対戦している。
2025年4月1日から、吹田みらいキャンパスに人工芝グラウンドが完成し、練習に使用している。

## 主な歴史
- 1923年 創部、3校リーグ戦（関西大学、同志社大学、関西学院大学高等部）に参加
- 1925年 第1回阪神専門学校リーグ戦（大阪外語、大阪高商、関西大学）
- 1926年 阪神ラグビーリーグで全勝優勝、関西大学専門学校ラグビーリーグでも優勝
- 1942年〜1945年 第二次世界大戦のため休部
- 1947年 予科大会関西予選で優勝、全国大会出場
- 1950年 全国新制大学大会近畿地区で優勝、全国大会出場
- 1954年 全国地区対抗大学ラグビーフットボール大会に出場し、初優勝
- 1956年 関西Aリーグ参加後、初の最下位（6位）
- 1963年 同志社大学に初勝利、同志社大学と同率で初優勝
- 1964年 第1回全国大学ラグビーフットボール選手権大会（出場校4校）に関西2位として出場、初戦敗退
- 1966年 第3回全国大学ラグビーフットボール選手権大会（出場校8校）に関西2位として出場、初戦敗退
- 1967年 第4回全国大学ラグビーフットボール選手権大会（出場校8校）に関西2位として出場、初戦敗退
- 1968年 第5回全国大学ラグビーフットボール選手権大会（出場校8校）に関西2位として出場、初戦敗退
- 1975年 Aリーグ8位（2度目のリーグ最下位）となり、入替戦で大阪商業大学に敗戦。創部以来、初のBリーグ降格
- 1980年 6勝1敗でBリーグ優勝。関西学院大学に勝ちAリーグに昇格
- 1981年 関西Aリーグ8位、入替戦で近畿大学に敗れ、関西Bリーグに降格
- 1982年 日本体育大学出身の溝畑寛治が監督に就任
- 1990年 7勝1分の成績でBリーグ優勝
- 1996年 創部史上ワーストのBリーグ8位（1勝6敗）で終了。リーグ再編でBリーグ拡大（8チームから10チーム）のため入替戦は実施されず
- 1997年 AO入試がスタート、8勝1敗で7年ぶりに入替戦へ出場。立命館大学（A7位）と対戦し大敗。Bリーグ残留
- 2005年 28年間、指揮を執った溝畑寛治が退任し、OBの奥幹男が監督に就任
- 2008年 奥幹男が退任し、OBの森正樹が監督に就任
- 2009年 8勝1敗でBリーグ2位。12年ぶりに入替戦へ出場。大阪体育大学（A7位）と対戦し13-36で敗れ、Bリーグ残留。2年間、指揮を執った森正樹が退任
- 2010年 OBの桑原久佳が監督に就任。また、U-19日本代表コーチ、専修大学コーチなどを歴任した松村径がフルタイムコーチに就任。リーグ戦8勝1敗でBリーグ2位。同志社大学（A7位）と対戦し10-45で敗れ、Bリーグ残留
- 2012年 創部史上、Aリーグ、Bリーグを通じて、初となる全勝（8勝0敗)でBリーグ優勝。21年ぶりの単独でのリーグ制覇を果たす。入替戦はAリーグ8位の摂南大学と対戦し、32-17で勝ち、31年ぶりのAリーグ復帰を果たす
- 2013年 フルタイムコーチとしてチームを育成した松村径が退任。愛知工業大学OBでトップリーグ・福岡サニックスブルースでWTB、FBとしてプレーした園田晃将がヘッドコーチに、OB4名（森仁志、安本翔、山形大樹、森陽亮）がコーチに就任した。リーグ戦では、初戦の近畿大学に36-32で勝ち、32年ぶりのAリーグ白星を飾ったが、その後は6連敗となり7位。入替戦でB2位の摂南大学に敗れ、1シーズンでBリーグへ逆戻りとなった
- 2014年 宗像サニックスブルースでヘッドコーチを務めた森拓郎、クイーンズランド・レッズで分析コーチ務めたキース・デービス（Keith Davies）を招聘し、指導体制を強化。2年ぶりのBリーグ所属となったが、開幕から9連勝を果たし、史上2度目の全勝でのリーグ優勝。ABリーグ入替戦では大阪体育大学（A8位）と対戦し39-0の完封勝ちで2年ぶりのAリーグ復帰を果たす。大阪体育大学は2009年以来の入替戦での顔合わせとなったが、前回（2009年）に13-36で敗れた雪辱を果たした。
- 2015年 園田HC体制3年目となるシーズンは、卒業生唯一のトップリーグ経験を持つ大居広樹がコーチとして復帰し、後輩の指導にあたる。2年ぶりとなったAリーグでは、関学大、近畿大学、摂南大学を破り、3勝4敗ながら4位となり、47年ぶりの全国大学ラグビーフットボール選手権大会への出場を決めた。
- 2016年 キース・デービスが退任。元近鉄ライナーズ監督の前田隆介、元ジュニア・ジャパンヘッドコーチの遠藤哲がコーチに就任。リーグ戦では、ほとんどの試合で接戦を演じるも1勝6敗となり関西学院大学、摂南大学と並び、当該チームの成績により8位となりABリーグ入替戦へと回った。なおリーグ戦では、関西学院大学が摂南大学との試合で、入替戦を回避するため敗戦を選択する行為があり、波紋を呼んだ。入替戦では大阪体育大学（B1位）と対戦し、10-10の引き分けとなり規定によりAリーグ残留となった。
- 2017年 同志社と対戦し、勝利。同志社戦での勝利は現行のリーグ戦となってからは1963年以来、54季ぶり2度目。
- 2018年 8位は2016年以来、Aリーグ復帰後2度目。1勝もすることなくリーグ戦を終えるのは、Aリーグ復帰後初。
- 2019年 Bリーグ改編により、B1リーグに所属。すべての試合で大勝し1位通過で上位リーグに進出。上位リーグでも、B2、2位の大産大、B1、2位の追手門学院を破り、B2、1位の龍谷大を退けてBリーグ1位で入替戦に進出した。入替戦では大阪体育大学（A8位）と対戦し、21-43の大差で勝ち、1年でAリーグ復帰となった。
- 2021年 2010年から監督を務めた桑原久佳が勇退し、2014年からコーチを務めていた森拓郎が監督に就任。リーグ戦では関西学院大学、摂南大学から勝利し、4年ぶりのAリーグでの白星を飾るなど、6位となった。
- 2022年 1勝6敗でAリーグ8位。入替戦では龍谷大学（B1位）と対戦し、50-22で勝利し、Aリーグ残留。2013年からヘッドコーチを務めていた園田晃将と2021年から監督を務めていた森拓郎が退任。
- 2023年 神戸製鋼コベルコスティーラーズやヤマハ発動機ジュビロで活躍し、引退後は同志社大学や立命館大学でコーチを歴任した佐藤貴志が監督に就任。
- 2023年4月2日 創部100周年記念事業の一環で第１回関西大学ラグビーカーニバルを吹田市後援のもと実施。当日は、吹田市イメージキャラクター「すいたん」もかけつけ子供らとの交流を行った。
- 2023年9月3日 創部100周年記念式典・記念講演会・記念祝賀会を関西大学千里山キャンパス内で開催。記念講演会は、岩出 雅之氏（帝京大学ラグビー部前監督で現・帝京大学スポーツ医科学センター教授、帝京大学スポーツ局局長）を招聘し、実施。来賓・現役部員・OBOG・併設校ラグビー部員ら約500名が創部100周年を祝った。
- 2025年４月関西大学吹田みらいキャンパスに人工芝グラウンド（吹田みらいフィールド）が完成し、活動拠点を千里山から練習に使用している[3]。

## タイトル
- 全国地区対抗大学ラグビーフットボール大会 : 1回 
1954年
- 全国大学ラグビーフットボール選手権大会 : 0回（出場5回) 
1964年、1966年、1967年、1968年、2015年
最高ベスト4
- 関西大学ラグビーリーグ戦 :1回
1963年（同志社大学と同率/直接対決では勝利）　2位は1962年、1964年、1966年、1967年、1968年（いずれも1位は同志社大学）

※年は全て年度

## 大学選手権大会の成績
| 年度 | 回     |       | 相手   | スコア  |     | 相手 | スコア  |     | 相手 | スコア  | 備考                      |
| ---- | ------ | ----- | ------ | ------- | --- | ---- | ------- | --- | ---- | ------- | ------------------------- |
| 1964 | 第1回  | 1回戦 | 法大   | ● 3-19○ |     |      |         |     |      |         | 優勝は法大                |
| 1965 | 第3回  | 1回戦 | 法大   | ●14-28○ |     |      |         |     |      |         | 優勝は早大                |
| 1967 | 第4回  | 1回戦 | 福工大 | ● 9-26○ |     |      |         |     |      |         | 優勝は法大                |
| 1968 | 第5回  | 1回戦 | 早大   | ● 9-45○ |     |      |         |     |      |         | 優勝は早大、慶大※両校優勝 |
| 2015 | 第52回 | 2nd   | 中大   | ●12-24○ | 2nd | 帝京 | ●22-87○ | 2nd | 法大 | ○29-24● | 優勝は帝京大学            |

2ndはセカンドステージ

## リーグ戦戦績
優勝      2位
| 年度 | 所属      | 勝敗      | 順位 | 監督     | 1位           | 2位           | 3位    | 4位    | 5位    | 6位    | 7位    | 8位    | 9位    | 10位   |
| ---- | --------- | --------- | ---- | -------- | ------------- | ------------- | ------ | ------ | ------ | ------ | ------ | ------ | ------ | ------ |
| 1955 | A         | 2勝3敗    |      |          | 同志社        | 関学大        | 甲南大 | 立命館 | 関西大 | 京都大 |        |        |        |        |
| 1956 | A         | 2勝2敗1分 | 3位  |          | 同志社        | 関学大        | 関西大 | 立命館 | 京都大 | 甲南大 |        |        |        |        |
| 1957 | A         | 1勝4敗    | 6位  |          | 関学大        | 同志社        | 甲南大 | 京都大 | 立命館 | 関西大 |        |        |        |        |
| 1958 | A         | 1勝3敗1分 | 4位  |          | 同志社        | 立命館        | 甲南大 | 関西大 | 関学大 | 京都大 |        |        |        |        |
| 1959 | A         | 3勝2敗    | 3位  |          | 同志社        | 関学大        | 関西大 | 立命館 | 甲南大 | 京都大 |        |        |        |        |
| 1960 | A         | 2勝3敗    | 3位  |          | 同志社        | 関学大        | 関西大 | 立命館 | 京都大 | 甲南大 |        |        |        |        |
| 1961 | A         | 1勝4敗    | 5位  |          | 同志社        | 関学大        | 京都大 | 甲南大 | 関西大 | 立命館 |        |        |        |        |
| 1962 | A         | 4勝2敗    | 2位  |          | 同志社        | 関西大        | 関学大 | 甲南大 | 京都大 | 立命館 |        |        |        |        |
| 1963 | A         | 5勝1敗    | 1位  |          | 関西大 同志社 | 関西大 同志社 | 甲南大 | 京都大 | 天理大 | 立命館 | 関学大 |        |        |        |
| 1964 | A         | 6勝1敗    | 2位  |          | 同志社        | 関西大        | 甲南大 | 関学大 | 神戸大 | 京都大 | 天理大 | 立命館 |        |        |
| 1965 | A         | 4勝3敗    | 3位  |          | 同志社        | 天理大        | 京都大 | 関西大 | 神戸大 | 甲南大 | 関学大 | 立命館 |        |        |
| 1966 | A         | 5勝1敗1分 | 2位  |          | 同志社        | 関西大        | 天理大 | 関学大 | 甲南大 | 神戸大 | 京都大 | 大経大 |        |        |
| 1967 | A         | 5勝2敗    | 2位  |          | 同志社        | 関西大        | 天理大 | 京都大 | 大経大 | 関学大 | 神戸大 | 甲南大 |        |        |
| 1968 | A         | 5勝2敗    | 2位  |          | 同志社        | 関西大        | 京都大 | 大経大 | 天理大 | 近畿大 | 関学大 | 神戸大 |        |        |
| 1969 | A         | 4勝3敗    | 3位  |          | 同志社        | 大経大        | 関西大 | 天理大 | 近畿大 | 関学大 | 京都大 | 立命館 |        |        |
| 1970 | A         | 2勝5敗    | 6位  |          | 天理大        | 同志社        | 大経大 | 近畿大 | 京都大 | 関西大 | 甲南大 | 関学大 |        |        |
| 1971 | A         | 1勝6敗    | 7位  |          | 同志社        | 天理大        | 京都大 | 近畿大 | 大経大 | 立命館 | 関西大 | 甲南大 |        |        |
| 1972 | A         | 3勝4敗    | 5位  |          | 同志社        | 天理大        | 近畿大 | 大経大 | 関西大 | 立命館 | 京都大 | 大体大 |        |        |
| 1973 | A         | 2勝4敗    | 5位  |          | 天理大        | 京都大        | 大経大 | 近畿大 | 関西大 | 大体大 | 立命館 |        |        |        |
| 年度 | 所属      | 勝敗      | 順位 | 監督     | 1位           | 2位           | 3位    | 4位    | 5位    | 6位    | 7位    | 8位    | 9位    | 10位   |
| 1974 | A         | 3勝5敗    | 5位  |          | 天理大        | 同志社        | 京都大 | 大経大 | 関西大 | 近畿大 | 大体大 | 京産大 | 立命館 |        |
| 1975 | A         | 0勝7敗    | 8位  |          | 天理大        | 同志社        | 大経大 | 京産大 | 大体大 | 近畿大 | 京都大 | 関西大 |        |        |
| 1976 | B         | 3勝4敗    |      |          |               |               |        |        |        |        |        |        |        |        |
| 1977 | B         | 2勝4敗1分 |      |          |               |               |        |        |        |        |        |        |        |        |
| 1978 | B         | 5勝2敗    | 3位  |          |               |               |        |        |        |        |        |        |        |        |
| 1979 | B         | 4勝3敗    |      |          |               |               |        |        |        |        |        |        |        |        |
| 1980 | B         | 6勝1敗    |      |          |               |               |        |        |        |        |        |        |        |        |
| 1981 | A         | 0勝7敗    | 8位  |          | 同志社        | 天理大        | 大体大 | 大経大 | 京産大 | 京都大 | 立命館 | 関西大 |        |        |
| 1982 | B         | 3勝4敗    |      | 溝畑寛治 |               |               |        |        |        |        |        |        |        |        |
| 1983 | B         | 4勝2敗1分 | 2位  | 溝畑寛治 |               |               |        |        |        |        |        |        |        |        |
| 1984 | B         | 2勝4敗1分 | 6位  | 溝畑寛治 |               |               |        |        |        |        |        |        |        |        |
| 1985 | B         | 3勝4敗    | 4位  | 溝畑寛治 |               |               |        |        |        |        |        |        |        |        |
| 1986 | B         | 6勝1敗    | 2位  | 溝畑寛治 |               |               |        |        |        |        |        |        |        |        |
| 1987 | B         | 3勝4敗    | 4位  | 溝畑寛治 |               |               |        |        |        |        |        |        |        |        |
| 1988 | B         | 5勝2敗    | 2位  | 溝畑寛治 |               |               |        |        |        |        |        |        |        |        |
| 1989 | B         | 6勝1敗    | 2位  | 溝畑寛治 |               |               |        |        |        |        |        |        |        |        |
| 1990 | B         | 6勝1分    | 1位  | 溝畑寛治 | 関西大        | 立命館        |        |        |        |        |        |        |        |        |
| 1991 | B         | 3勝4敗    | 4位  | 溝畑寛治 |               |               |        |        |        |        |        |        |        |        |
| 1992 | B         | 3勝4敗    | 4位  | 溝畑寛治 |               |               |        |        |        |        |        |        |        |        |
| 1993 | B         | 1勝5敗1分 | 6位  | 溝畑寛治 |               |               |        |        |        |        |        |        |        |        |
| 年度 | 所属      | 勝敗      | 順位 | 監督     | 1位           | 2位           | 3位    | 4位    | 5位    | 6位    | 7位    | 8位    | 9位    | 10位   |
| 1994 | B         | ５勝２敗  | 3位  | 溝畑寛治 | 大商大        | 摂南大        | 関西大 | 天理大 | 大産大 | 大教大 | 甲南大 | 神戸大 |        |        |
| 1995 | B         | 4勝3敗    | 3位  | 溝畑寛治 | 摂南大        | 天理大        | 関西大 | 大産大 | 大教大 | 甲南大 | 大市大 | 神戸大 |        |        |
| 1996 | B         | 1勝6敗    | 8位  | 川端泰三 | 摂南大        | 天理大        | 大教大 | 大産大 | 大商大 | 甲南大 | 神戸大 | 関西大 |        |        |
| 1997 | B         | 8勝1敗    | 1位  | 溝畑寛治 | 関西大 大市大 | 関西大 大市大 | 大教大 | 天理大 | 関学大 | 大産大 | 京都大 | 大商大 | 神戸大 | 甲南大 |
| 1998 | B         | 6勝3敗    | 3位  | 溝畑寛治 | 天理大        | 大教大        | 関西大 | 大市大 | 関学大 | 甲南大 | 大産大 | 京都大 | 神戸大 | 大商大 |
| 1999 | B         | 5勝4敗    | 5位  | 溝畑寛治 | 関学大        |               |        |        | 関西大 |        |        |        |        |        |
| 2000 | B         | 6勝3敗    | 4位  | 溝畑寛治 | 天理大        | 大教大        | 関学大 | 関西大 | 大産大 | 甲南大 | 京都大 | 大商大 | 花園大 | 流科大 |
| 2001 | B         | 6勝3敗    | 4位  | 溝畑寛治 | 関学大        | 天理大        | 大教大 | 関西大 | 大産大 | 京都大 | 甲南大 | 大商大 | 花園大 | 神戸大 |
| 2002 | B         | 4勝5敗    | 6位  | 溝畑寛治 | 花園大        | 関学大        | 摂南大 | 甲南大 | 京都大 | 関西大 | 大産大 | 大教大 | 大市大 | 大商大 |
| 2003 | B         | 3勝5敗1分 | 7位  | 溝畑寛治 | 大経大        | 花園大        | 摂南大 | 甲南大 | 大教大 | 大産大 | 関西大 | 大市大 | 京都大 | 神戸大 |
| 2004 | B         | 6勝2敗1分 | 3位  | 溝畑寛治 | 花園大        | 大経大        | 関西大 | 摂南大 | 甲南大 | 大産大 | 神戸大 | 大教大 | 京都大 | 大市大 |
| 2005 | B         | 5勝4敗    | 6位  | 奥幹男   | 花園大        | 大産大        | 大経大 | 大教大 | 摂南大 | 関西大 | 甲南大 | 京都大 | 神戸大 | 大院大 |
| 2006 | B         | 6勝3敗    | 5位  | 奥幹男   | 摂南大        | 大産大        | 花園大 | 大経大 | 関西大 | 京都大 | 甲南大 | 大教大 | 神戸大 | 大阪大 |
| 2007 | B         | 5勝4敗    | 5位  | 奥幹男   | 摂南大        | 大産大        | 花園大 | 大経大 | 関西大 | 京都大 | 甲南大 | 大教大 | 神戸大 | 大阪大 |
| 2008 | B         | 6勝3敗    | 3位  | 森正樹   | 龍谷大        | 大産大        | 関西大 | 花園大 | 京都大 | 大経大 | 神戸大 | 甲南大 | 大教大 | 帝塚山 |
| 2009 | B         | 8勝1敗    | 2位  | 森正樹   | 近畿大        | 関西大        | 龍谷大 | 花園大 | 帝塚山 | 甲南大 | 京都大 | 大教大 | 大工大 | 大経大 |
| 2010 | B         | 8勝1敗    | 2位  | 桑原久佳 | 大産大        | 関西大        | 龍谷大 | 花園大 | 帝塚山 | 甲南大 | 京都大 | 大教大 | 神戸大 | 大市大 |
| 2011 | B         | 7勝2敗    | 3位  | 桑原久佳 | 龍谷大        | 大産大        | 関西大 | 花園大 | 大工大 | 帝塚山 | 大教大 | 大経大 | 京都大 | 甲南大 |
| 2012 | B         | 8勝0敗    | 1位  | 桑原久佳 | 関西大        | 花園大        | 大産大 | 龍谷大 | 大工大 | 大教大 | 大経大 | 京都大 | 甲南大 | 帝塚山 |
| 2013 | A         | 1勝6敗    | 7位  | 桑原久佳 | 立命館        | 同志社        | 京産大 | 関学大 | 大体大 | 天理大 | 関西大 | 近畿大 |        |        |
| 年度 | 所属      | 勝敗      | 順位 | 監督     | 1位           | 2位           | 3位    | 4位    | 5位    | 6位    | 7位    | 8位    | 9位    | 10位   |
| 2014 | B         | 9勝0敗    | 1位  | 桑原久佳 | 関西大        | 大産大        | 花園大 | 龍谷大 | 甲南大 | 京都大 | 大教大 | 大経大 | 大阪大 | 帝塚山 |
| 2015 | A         | 3勝4敗    | 4位  | 桑原久佳 | 同志社        | 天理大        | 立命館 | 関西大 | 京産大 | 摂南大 | 近畿大 | 関学大 |        |        |
| 2016 | A         | 1勝6敗    | 8位  | 桑原久佳 | 天理大        | 同志社        | 京産大 | 近畿大 | 立命館 | 関学大 | 摂南大 | 関西大 |        |        |
| 2017 | A         | 3勝4敗    | 5位  | 桑原久佳 | 天理大        | 京産大        | 立命館 | 関学大 | 関西大 | 同志社 | 近畿大 | 摂南大 |        |        |
| 2018 | A         | 0勝7敗    | 8位  | 桑原久佳 | 天理大        | 立命館        | 京産大 | 関学大 | 同志社 | 近畿大 | 大体大 | 関西大 |        |        |
| 2019 | B1        | 5勝0敗    | 1位  | 桑原久佳 | 関西大        | 追手門        | 花園大 | 神戸大 | 大経大 | 帝塚山 |        |        |        |        |
| 2019 | B（上位） | 3勝0敗    | 1位  | 桑原久佳 | 関西大        | 追手門        | 龍谷大 | 大産大 |        |        |        |        |        |        |
| 2020 | A（Even） | 0勝3敗    | 4位  | 桑原久佳 | 同志社        | 京産大        | 立命館 | 関西大 |        |        |        |        |        |        |
| 2020 | 最終順位  |           | 7位  | 桑原久佳 | 天理大        | 同志社        | 京産大 | 関学大 | 立命館 | 摂南大 | 関西大 | 近畿大 |        |        |
| 2021 | A         | 2勝5敗    | 6位  | 森拓郎   | 京産大        | 近畿大        | 天理大 | 同志社 | 立命館 | 関西大 | 摂南大 | 関学大 |        |        |
| 2022 | A         | 1勝6敗    | 8位  | 森拓郎   | 京産大        | 天理大        | 同志社 | 近畿大 | 関学大 | 立命館 | 摂南大 | 関西大 |        |        |
| 2023 | A         | 2勝4敗1分 | 6位  | 佐藤貴志 | 京産大        | 天理大        | 関学大 | 近畿大 | 立命館 | 関西大 | 摂南大 | 同志社 |        |        |
| 2024 | A         | 1勝6敗    | 8位  | 佐藤貴志 | 天理大        | 京産大        | 近畿大 | 関学大 | 立命館 | 同志社 | 摂南大 | 関西大 |        |        |

## Bリーグ時代
1923年に創部して以来、関西の大学ラグビーをけん引する存在だったが、1979年に初のBリーグ降格。翌シーズン(1980年)にAリーグ復帰を果たすが、わずか1年で再びBリーグ落ちした。1981年のシーズン以来、2012年に摂南大学を破り、Aリーグ復帰を決めるまで、31シーズンに渡ってBリーグに所属していた。

### 低迷期
Bリーグ降格後も1980年代はABリーグ入替戦出場の常連で、毎年のようにAリーグ復帰に挑戦していた。が、積極的にスポーツ推薦入試を行う他大学に対し、次第に水をあけられる形となり、1990年代の入替戦出場は1997年のわずか1度のみ（7年ぶりの出場）となった。入替戦では立命館大学（Aリーグ7位）と対戦し、大敗を喫している。さらに2000年代に入っても低迷が続き、2009年シーズンに入替戦出場を果たすまで1998年から2008年までの11年間、1度も入替戦に出場できないという暗黒時代となった。低迷した理由としては、他大学のスポーツ推薦が活発になり、さらには新興勢力の大阪産業大学や花園大学などが外国人留学生での補強を行う一方で、リクルート活動が順調でなかったことが挙げられる。なお、BCリーグ入替戦への出場はなく、ワーストだった1996年シーズン（8位）は、リーグ再編でチーム数が「8」から「10」へ変更されたため、Cリーグの上位2チームが自動昇格となり、入替戦は行われなかった。

### 古豪復活
2009年シーズンは、1990年シーズン以来、実に19年ぶりとなる開幕戦から7連勝を飾り、その年に優勝した近畿大学に惜敗したものの、最終戦でも花園大学に勝利し、8勝1敗で12年ぶりの入替戦出場を果たした。入替戦では大阪体育大学に13-36で敗れたものの、Aリーグとの差を確実に縮めていることを証明した。翌年の2010年シーズンでは、創部史上初となる開幕8連勝を飾り、2年連続の入替戦出場を果した（大阪産業大学に最終戦で敗れ2位）。なお、同年のAリーグは類をみない大混戦で、京都産業大学、立命館大学、大阪体育大学、同志社大学の4チームが3勝4敗で並び、規定により、かつての盟主・同志社大学が入替戦に回る大番狂わせとなった。その同志社大学を相手に、先制点を奪うなど、好ゲームを演じたが、最後は自力の差が出て10-45のスコアで敗戦。30年ぶりのAリーグ復帰はお預けとなったが、前年に引き続き、古豪復活の手応えを感じさせるシーズンとなった。2011年シーズンは開幕当初、Bリーグの優勝候補筆頭と目されていたが、龍谷大学、大阪産業大学に僅差で敗れ、3位となり3年連続の入替戦進出はならなかった。しかし2012年シーズンは、Aリーグ、Bリーグを通じて創部史上、初となるリーグ戦全勝でリーグ優勝。21年ぶりのBリーグ王者として入替戦に臨み、摂南大学を32-17で破り、悲願を果たしている。

### 過去のABリーグ入替戦成績
| 年度 | 順位 | チーム   | スコア    | チーム       | 順位 | 結果        | 他カード                                          |
| ---- | ---- | -------- | --------- | ------------ | ---- | ----------- | ------------------------------------------------- |
| 1975 | A8位 | 関西大学 | ●8 - 36○  | 大阪商業大学 | B1位 | Bリーグ降格 |                                                   |
| 1980 | B1位 | 関西大学 | ○15 - 9●  | 関西学院大学 | A8位 | Aリーグ昇格 |                                                   |
| 1981 | A8位 | 関西大学 | ●4 - 26○  | 近畿大学     | B1位 | Bリーグ残留 |                                                   |
| 1983 | B1位 | 関西大学 | 不明      | 近畿大学     | A8位 | Bリーグ残留 |                                                   |
| 1986 | B1位 | 関西大学 | 不明      | 大阪経済大学 | A8位 | Bリーグ残留 |                                                   |
| 1988 | B2位 | 関西大学 | ●19 - 32○ | 大阪経済大学 | A7位 | Bリーグ残留 |                                                   |
| 1989 | B2位 | 関西大学 | 不明      | 大阪経済大学 | A7位 | Bリーグ残留 |                                                   |
| 1990 | B1位 | 関西大学 | 不明      | 天理大学     | A8位 | Bリーグ残留 |                                                   |
| 1997 | B2位 | 関西大学 | ●17 - 87○ | 立命館大学   | A7位 | Bリーグ残留 | 大市大（B1位）は摂南大（A8位）に敗れ、Bリーグ残留 |
| 2009 | B2位 | 関西大学 | ●12 - 36○ | 大阪体育大学 | A7位 | Bリーグ残留 | 近畿大（B1位）は大産大（A8位）に勝ち、Aリーグ昇格 |
| 2010 | B2位 | 関西大学 | ●10 - 45○ | 同志社大学   | A7位 | Bリーグ残留 | 大産大（B1位）は摂南大（A8位）に敗れ、Bリーグ残留 |
| 2012 | B1位 | 関西大学 | ○32 - 17● | 摂南大学     | A8位 | Aリーグ昇格 | 京産大（A7位）は花園大（B2位）に勝ち、Aリーグ残留 |
| 2013 | A7位 | 関西大学 | ●10 - 36○ | 摂南大学     | B2位 | Bリーグ降格 | 近畿大（A8位）は大産大（B1位）に勝ち、Aリーグ残留 |
| 2014 | B1位 | 関西大学 | ○39 - 0●  | 大阪体育大学 | A8位 | Aリーグ昇格 | 近畿大（A7位）は龍谷大（B2位）に勝ち、Aリーグ残留 |
| 2016 | A8位 | 関西大学 | △10 - 10△ | 大阪体育大学 | B1位 | Aリーグ残留 | 摂南大（A7位）は龍谷大（B2位）に勝ち、Aリーグ残留 |
| 2018 | A8位 | 関西大学 | ●29 - 31○ | 摂南大学     | B1位 | Bリーグ降格 | 大体大（A7位）は龍谷大（B2位）に勝ち、Aリーグ残留 |
| 2019 | B1位 | 関西大学 | ○43 - 21● | 大阪体育大学 | A8位 | Aリーグ昇格 | 摂南大（A7位）は龍谷大（B2位）に勝ち、Aリーグ残留 |
| 2022 | A8位 | 関西大学 | ○50 - 22● | 龍谷大学     | B1位 | Aリーグ残留 | 摂南大（A7位）は大体大（B2位）に勝ち、Aリーグ残留 |

## Aリーグでの戦い

### Aリーグ復帰
2012年に21年ぶりのBリーグ王者として入替戦に臨み、摂南大学を退け、悲願のAリーグ昇格を果たすと、翌2013年には、Aリーグの初戦、近畿大を相手に36-32で勝ち、32年ぶりのAリーグ勝利を飾っている。Bリーグ時代から入替戦を含む11連勝を記録する勝利となったが、その後は僅差の試合を落とすなど、6連敗を喫し、7位でシーズンを終了。ABリーグ入替戦に回った。入替戦では、Bリーグ2位の摂南大にまさかの敗戦で、わずか1シーズンでBリーグへ逆戻りとなる。

### Aリーグ再昇格、大学選手権へ
翌2014年には、2012年同様、全勝でBリーグを通過し、入替戦では2009年に敗れた大体大を圧倒し、わずか1年でAリーグ復帰を決めた。2015年は、前年度覇者の関学大を41-19、摂南大を32-19、最終戦で近畿大を36-27で破り、Aリーグ3勝をマーク。3勝4敗ながらリーグ規定により、4位となり47年ぶりの大学選手権出場を果たしている。大学選手権への出場は1968年以来５度目。2ndステージ３戦目で法政大学に勝ち、悲願の大学選手権初勝利を飾っている。

### 54年ぶり同志社戦勝利
2017年は、夏合宿から関東１部リーグを相手に連勝するなど、充実した中で迎えると、初戦の近畿大に対し、逆転勝利で開幕白星。２戦目に京産大に敗れたものの、３戦目では1963年以来、公式戦で勝つことがなかった同志社を相手に14-5のロースコアで勝ち、新たな歴史の1ページを刻んだ。

### シーズン全敗、B再降格
2018年は、開幕戦で、天理大に7-116という歴史的大敗を喫すと、その後も勢いに乗れず。善戦するも勝ちきれない試合が続き、リーグ戦７戦すべて敗戦でシーズンを終了。２年ぶりに回った入れ替え戦では、序盤から主導権を握られ、後半に猛追するも及ばず、2014年以来のBリーグへ降格した。入れ替え戦も含め、シーズンを全敗で終えたのは、過去にもほぼ例がない。

### Aリーグ再昇格
翌2019年には、全勝でBリーグを通過し、入替戦では大体大を圧倒し、わずか1年でAリーグ復帰を決めた。

### コロナ禍での戦い
2020年に起こった新型コロナウィルスの感染拡大により、他競技と同様、大きな影響を受けた。定期戦の関関戦、法政戦は中止。法政戦は2019年に起こった吹田警察署千里山交番警察官襲撃事件による中止に続き、2年連続で開催されなかった。リーグ戦自体は当初、実施しない方針だったため、交流戦として公式戦が開催された。その後、大学選手権の実施の決定や感染拡大状況などを踏まえ、リーグ戦実施が決まると、前年の順位の奇数グループ（Odd）、偶数グループ（Even）に分けての総当たり戦、その成績に応じて順位決定戦を行う方式で行われた。同志社大、京都産業大、立命館大に敗れ７、8位決定戦に回る予定だったが、５、６位決定戦に出場予定だった近畿大がコロナ感染により出場を辞退。Oddで７、8位決定戦に出場予定だった摂南大が繰り上がり、関西大は不戦勝でリーグ戦7位となった。

## 定期戦

### 関関戦
関西大学と関西学院大学の体育会間で行われる総合定期戦で毎年6月下旬に開催される。ラグビーでは、前哨戦としてジュニアの試合が行われ、会場は本戦と入れ替わる。
関西大学がAリーグに復帰した2013年は、総合関関戦の前哨戦として、4月に大阪ラグビーフェスティバルとして、花園ラグビー場で開催された。
| 年度 | チーム   | スコア  | チーム       |
| ---- | -------- | ------- | ------------ |
| 2002 | 関西大学 | ●21-30○ | 関西学院大学 |
| 2003 | 関西大学 | ○46-43● | 関西学院大学 |
| 2004 | 関西大学 | ●26-55○ | 関西学院大学 |
| 2005 | 関西大学 | ●24-32○ | 関西学院大学 |
| 2006 | 関西大学 | ●20-36○ | 関西学院大学 |
| 2007 | 関西大学 | ●14-51○ | 関西学院大学 |
| 2008 | 関西大学 | ●26-41○ | 関西学院大学 |
| 2009 | 関西大学 | ●26-51○ | 関西学院大学 |
| 2010 | 関西大学 | ●17-59○ | 関西学院大学 |
| 2011 | 関西大学 | ○31-22● | 関西学院大学 |
| 2012 | 関西大学 | ○20-19● | 関西学院大学 |
| 2013 | 関西大学 | ●20-29○ | 関西学院大学 |
| 2014 | 関西大学 | ●7-47○  | 関西学院大学 |
| 2015 | 関西大学 | ●31-48○ | 関西学院大学 |
| 2016 | 関西大学 | ○27-5●  | 関西学院大学 |
| 2017 | 関西大学 | ●42-61○ | 関西学院大学 |
| 2018 | 関西大学 | ●33-35○ | 関西学院大学 |
| 2019 | 関西大学 | ●24-54○ | 関西学院大学 |
| 2020 | 関西大学 | 中止    | 関西学院大学 |
| 2021 | 関西大学 | ●26-61○ | 関西学院大学 |
| 2022 | 関西大学 | △35-35△ | 関西学院大学 |
| 2023 | 関西大学 | ●17-42○ | 関西学院大学 |
| 2024 | 関西大学 | ●7-47○  | 関西学院大学 |
| 2025 | 関西大学 | ●7-59○  | 関西学院大学 |

※2020年度は、新型コロナウィルス感染拡大防止のため中止。

### 法政大学との関係
創部3年目となる1925年に陸上部・ラグビー部・テニス部の3競技対抗戦定期戦が開催され、現在まで続いている伝統ある定期戦を戦っている。かつて、東西の盟友同士の定期戦と位置付けられていたが、 1987年を最後に、2010年まで連敗が続いていた。2011年に24年ぶりの勝利を果たした。2011年以降は、これまでの劣勢を逆転している。その背景には、関西大学の躍進もあるが一方で、法政大学は関東大学リーグで苦戦を強いられるなど低迷も理由に挙げられる。
なお、大学選手権でも対戦も多く、過去5回出場に対し、3度、 法政大学との対戦が実現している。47年ぶりとなった第52回大会 でも、セカンドステージ最終戦で対戦した。
- 定期戦での戦い

| 年度 | 回     | チーム   | スコア     | チーム   |
| ---- | ------ | -------- | ---------- | -------- |
| 1925 | 第1回  | 関西大学 | △ 3-3 △    | 法政大学 |
| 1926 | 第2回  | 関西大学 |            | 法政大学 |
| 1927 | 第3回  | 関西大学 | ● 0-12 ○   | 法政大学 |
| 1928 | 第4回  | 関西大学 |            | 法政大学 |
| 1929 | 第5回  | 関西大学 | ● 0-62 ○   | 法政大学 |
| 1930 | 第6回  | 関西大学 |            | 法政大学 |
| 1931 | 第7回  | 関西大学 |            | 法政大学 |
| 1932 | 第8回  | 関西大学 |            | 法政大学 |
| 1933 | 第9回  | 関西大学 |            | 法政大学 |
| 1934 | 第10回 | 関西大学 | ● 6-10 ○   | 法政大学 |
| 1935 | 第11回 | 関西大学 |            | 法政大学 |
| 1936 | 第12回 | 関西大学 | ● 5-65 ○   | 法政大学 |
| 1937 | 第13回 | 関西大学 | ● 6-46 ○   | 法政大学 |
| 1938 | 第14回 | 関西大学 | ○ 18-13 ●  | 法政大学 |
| 1939 |        | 関西大学 | 中止       | 法政大学 |
| 1940 |        | 関西大学 | 中止       | 法政大学 |
| 1941 |        | 関西大学 | 中止       | 法政大学 |
| 1942 |        | 関西大学 | 中止       | 法政大学 |
| 1943 |        | 関西大学 | 中止       | 法政大学 |
| 1944 |        | 関西大学 | 中止       | 法政大学 |
| 1945 |        | 関西大学 | 中止       | 法政大学 |
| 1946 |        | 関西大学 | 中止       | 法政大学 |
| 1947 |        | 関西大学 | 中止       | 法政大学 |
| 1948 |        | 関西大学 | 中止       | 法政大学 |
| 1949 | 第15回 | 関西大学 | ○ 21-5 ●   | 法政大学 |
| 1950 | 第16回 | 関西大学 |            | 法政大学 |
| 1951 | 第17回 | 関西大学 |            | 法政大学 |
| 1952 | 第18回 | 関西大学 | ● 6-14 ○   | 法政大学 |
| 1953 | 第19回 | 関西大学 | ● 0-28 ○   | 法政大学 |
| 1954 | 第20回 | 関西大学 | ● 0-62 ○   | 法政大学 |
| 1955 | 第21回 | 関西大学 | ● 6-16 ○   | 法政大学 |
| 1956 | 第22回 | 関西大学 | ● 14-16 ○  | 法政大学 |
| 1957 | 第23回 | 関西大学 | ● 6-54 ○   | 法政大学 |
| 1958 | 第24回 | 関西大学 | ● 3-46 ○   | 法政大学 |
| 1959 | 第25回 | 関西大学 | ● 0-26 ○   | 法政大学 |
| 1960 | 第26回 | 関西大学 | ● 8-34 ○   | 法政大学 |
| 1961 | 第27回 | 関西大学 | ● 5-25 ○   | 法政大学 |
| 1962 | 第28回 | 関西大学 | ● 8-34 ○   | 法政大学 |
| 1963 | 第29回 | 関西大学 | ● 10-17 ○  | 法政大学 |
| 1964 | 第30回 | 関西大学 | ● 3-25 ○   | 法政大学 |
| 1965 | 第31回 | 関西大学 | ● 6-23 ○   | 法政大学 |
| 1966 | 第32回 | 関西大学 | ● 10-28 ○  | 法政大学 |
| 1967 | 第33回 | 関西大学 | ● 16-54 ○  | 法政大学 |
| 1968 | 第34回 | 関西大学 | ● 6-55 ○   | 法政大学 |
| 1969 | 第35回 | 関西大学 | ● 8-47 ○   | 法政大学 |
| 1970 | 第36回 | 関西大学 | ● 0-58 ○   | 法政大学 |
| 1971 | 第37回 | 関西大学 | ● 4-58 ○   | 法政大学 |
| 1972 | 第38回 | 関西大学 | ● 3-70 ○   | 法政大学 |
| 1973 | 第39回 | 関西大学 | ●8-60 ○    | 法政大学 |
| 1974 | 第40回 | 関西大学 | ●10-76 ○   | 法政大学 |
| 1975 | 第41回 | 関西大学 | ○ 21-4 ●   | 法政大学 |
| 1976 | 第42回 | 関西大学 | ● 0-141 ○  | 法政大学 |
| 1977 | 第43回 | 関西大学 | ● 3-73 ○   | 法政大学 |
| 1978 | 第44回 | 関西大学 | ● 3-106 ○  | 法政大学 |
| 1979 | 第45回 | 関西大学 |            | 法政大学 |
| 1980 | 第46回 | 関西大学 | ● 6-88 ○   | 法政大学 |
| 1981 | 第47回 | 関西大学 | ● 6-67 ○   | 法政大学 |
| 1982 | 第48回 | 関西大学 | ● 0-59 ○   | 法政大学 |
| 1983 | 第49回 | 関西大学 | ● 0-45 ○   | 法政大学 |
| 1984 | 第50回 | 関西大学 | ● 0-49 ○   | 法政大学 |
| 1985 | 第51回 | 関西大学 | ● 7-49 ○   | 法政大学 |
| 1986 | 第52回 | 関西大学 |            | 法政大学 |
| 1987 | 第53回 | 関西大学 | ● 4-54 ○   | 法政大学 |
| 1988 | 第54回 | 関西大学 | ○ 20-10 ●  | 法政大学 |
| 1989 | 第55回 | 関西大学 |            | 法政大学 |
| 1990 | 第56回 | 関西大学 |            | 法政大学 |
| 1991 | 第57回 | 関西大学 | ○ 22-19 ●  | 法政大学 |
| 1992 | 第58回 | 関西大学 | ●12-40 ○   | 法政大学 |
| 1993 | 第59回 | 関西大学 | ●0-87 ○    | 法政大学 |
| 1994 | 第60回 | 関西大学 | ●13-47 ○   | 法政大学 |
| 1995 | 第61回 | 関西大学 | ●5-89 ○    | 法政大学 |
| 1996 | 第62回 | 関西大学 |            | 法政大学 |
| 1997 | 第63回 | 関西大学 | ●10-114 ○  | 法政大学 |
| 1998 | 第64回 | 関西大学 |            | 法政大学 |
| 1999 | 第65回 | 関西大学 |            | 法政大学 |
| 2000 | 第66回 | 関西大学 |            | 法政大学 |
| 2001 | 第67回 | 関西大学 | ●22-55 ○   | 法政大学 |
| 2002 | 第68回 | 関西大学 | ●22-26 ○   | 法政大学 |
| 2003 | 第69回 | 関西大学 | ●14-78 ○   | 法政大学 |
| 2004 | 第70回 | 関西大学 | ●21-78 ○   | 法政大学 |
| 2005 | 第71回 | 関西大学 | ●19-59 ○   | 法政大学 |
| 2006 | 第72回 | 関西大学 | ●15-35 ○   | 法政大学 |
| 2007 | 第73回 | 関西大学 | ● 0-78 ○   | 法政大学 |
| 2008 | 第74回 | 関西大学 | ●12-60 ○   | 法政大学 |
| 2009 | 第75回 | 関西大学 | ● 0 -52 ○  | 法政大学 |
| 2010 | 第76回 | 関西大学 | ● 24-38 ○  | 法政大学 |
| 2011 | 第77回 | 関西大学 | ○ 19-12 ●  | 法政大学 |
| 2012 | 第78回 | 関西大学 | ○ 31-17 ●  | 法政大学 |
| 2013 | 第79回 | 関西大学 | △ 33-33 △  | 法政大学 |
| 2014 | 第80回 | 関西大学 | ● 12-52 ○  | 法政大学 |
| 2015 | 第81回 | 関西大学 | ○ 38-13 ●  | 法政大学 |
| 2016 | 第82回 | 関西大学 | ● 26-46 ○  | 法政大学 |
| 2017 | 第83回 | 関西大学 | ○ 36-31 ●  | 法政大学 |
| 2018 | 第84回 | 関西大学 | ● 31-40 ○  | 法政大学 |
| 2019 |        | 関西大学 | 開催前中止 | 法政大学 |
| 2020 |        | 関西大学 | 中止       | 法政大学 |
| 2021 |        | 関西大学 | 中止       | 法政大学 |
| 2022 | 第85回 | 関西大学 | ○ 36-26 ●  | 法政大学 |
| 2023 | 第86回 | 関西大学 | ● 5-17 ○   | 法政大学 |
| 2024 | 第87回 | 関西大学 | ○ 48-24 ●  | 法政大学 |
| 2025 | 第88回 | 関西大学 |            | 法政大学 |

※2019年度は、拳銃強奪事件が吹田市で発生したため、安全を重視し中止となった。
※2020年度、2021年度は、新型コロナウィルス感染拡大防止のため、中止。2年連続で開催されなかった。
- 大学選手権での戦い

| 回   | 年度       | 回戦             | チーム   | スコア    | チーム   | 備考                                 |
| ---- | ---------- | ---------------- | -------- | --------- | -------- | ------------------------------------ |
| 1964 | 第1回大会  | 1回戦            | 関西大学 | ● 3-19 ○  | 法政大学 |                                      |
| 1966 | 第3回大会  | 1回戦            | 関西大学 | ● 24-28 ○ | 法政大学 |                                      |
| 2015 | 第52回大会 | セカンドステージ | 関西大学 | ○ 29-24 ● | 法政大学 | 関西大学はこの勝利が大学選手権初勝利 |

## 部歌
「鉄笛」
作詞・作曲　戸張　昇（ＯＢ）
鉄笛のもと　朔風突きて
球蹴る男の子　凄壮の生気に満つ
肉弾飛びて　鉄脚火花する
王者の胸章に　常勝の誉あり
あゝ我等　かちどきの歌
高らかにさけぶ　関大フィフティーン
hip hip hurrah
hip hip hurrah
for there and there fellow
for there and there fellow
for there and there fellow
association on the buss
association on the buss

## 主な在籍選手
- 奥平一磨呂（主将、FL / 東海大大阪仰星高校出身）
- 崎田士人（副将、SO / 石見智翠館高校出身）
- 谷口永輝（副将、FL / 関大北陽高校出身）

## 在籍した選手
- 神野崇 1964年卒業（PR 近鉄）
- 白藤高顕 1990年卒業（CTB  サントリー）
- 古田将之 1996年卒業（LO/FL サントリー / 桃山学院高校出身）
- 今中泰生 1999年卒業（FL/No.8 サントリー /今宮高校出身）
- 大居広樹 2011年卒業（WTB/CTB キヤノンイーグルス〜豊田自動織機シャトルズ愛知 / 上宮太子高校出身）
- 友枝大智 2012年卒業（PR きんでん〜宗像サニックスブルース〜JR九州サンダース / 報徳学園高校出身）
- 村上玲央 2014年卒業（PR 日野レッドドルフィンズ/ 尾道高校出身）
- 小林正旗 2015年卒業（CTB NTTドコモレッドハリケーンズ/ 伏見工業高校出身）
- 尾池亨允 2016年卒業（PR 近鉄ライナーズ〜コベルコ神戸スティーラーズ〜豊田自動織機シャトルズ愛知 / 宮崎県立日向学校出身）
- 倉屋望 2016年卒業（HO 宗像サニックスブルース 〜ルリーロ福岡/ 常翔啓光学園高校出身）
- 松本仁志 2016年卒業（CTB 豊田自動織機シャトルズ愛知 / 天理高校出身）
- 竹中太一 2018年卒業 （SO/FB 宗像サニックスブルース〜三重ホンダヒート / 石見智翠館高校出身）
- 藤井拓海 2018年卒業 （PR 三重ホンダヒート / 東海大仰星高校出身）
- 木下皓太 2019年卒業（SH 宗像サニックスブルース / 天理高校出身）
- 杉本達郎 2019年卒業（PR NTTドコモレッドハリケーンズ〜横浜キヤノンイーグルス/ 東大阪大学柏原高校出身）
- 細矢⼀颯 2024年卒業 （PR クリタウォーターガッシュ昭島 / 関大北陽高校出身）
- 池澤佑尽 2024年卒業（SO クリタウォーターガッシュ昭島 / 東福岡高校出身）
- 宮内慶大 2025年卒業（PR コベルコ神戸スティーラーズ / 東福岡高校出身）

## 日本代表 歴代キャップ保持者
| 氏名   | 卒業年度 | ポジション | 卒業後の所属チーム | キャップ数 |
| ------ | -------- | ---------- | ------------------ | ---------- |
| 神野崇 | 1964年   | PR         | 近鉄               | 1          |

## 海外遠征
- 1931年初の海外遠征として、台湾遠征を行う。
- 1934年第2回台湾遠征
- 1996年第1回ニュージーランド遠征
- 2000年第2回ニュージーランド遠征

## 所在地
- 関西大学体育会ラグビー部
大阪府吹田市山田南50-2　クラブハウス内

## 交通アクセス
吹田みらいキャンパス・吹田みらいフィールド
　　JR京都線「岸辺」駅で下車、阪急バスに乗り換え、または徒歩約18分。
　　JR京都線「吹田」駅で下車、阪急バスに乗り換え。
　　阪急電鉄京都線「正雀」駅で下車、阪急バスに乗り換え。
　　阪急電鉄千里線「南千里」駅で下車、阪急バスに乗り換え。
　　北大阪急行電鉄「桃山台」駅で下車、阪急バスに乗り換え。